# ملك الملوك (فلم 1927)
ملك الملوك (بالإنجليزية: The King of Kings) هو فيلم أبيض وأسود ملحمي أمريكي تم إنتاجه عام 1927، وأخرجه سيسيل ب. ديميل. ويصور الفيلم الأسابيع الأخيرة من حياة يسوع قبل صلبه، ويشارك في بطولته الممثل إتش. بي. وارنر. ورغم أن الفيلم لا يحتوي على حوار مسموع، فقد تم إصداره بموسيقى تصويرية متزامنة مع تأثيرات صوتية باستخدام عملية الصوت على الفيلم بتقنية آر سي إيه فوتوفون.

## ملخص
تُصوَّر مريم المجدلية على أنها مومس جامحة، تستقبل العديد من الرجال من حولها. وعندما علمت أن يهوذا مع نجار، خرجت على مركبتها التي تجرها الحمير الوحشية لاستعادته. ويُقدَّم بطرس على أنه الرسول الكبير، ونرى كاتب الإنجيل المستقبلي مرقس طفلاً شفاه يسوع. وتُصوَّر مريم والدة يسوع على أنها امرأة جميلة وقديسة وأم لجميع أتباع ابنها. والنظرة الأولى ليسوع كانت من خلال رؤية فتاة صغيرة، قام بشفائها. وكان محاطًا بهالة. وتصل مريم المجدلية بعد ذلك وتتحدث إلى يهوذا، الذي يكشف أنه سيبقى مع يسوع فقط على أمل أن يصبح مسؤولاً رفيع المستوى بعد أن يصبح يسوع ملك الملوك. ويطرد يسوع الخطايا السبع المميتة من مريم المجدلية.
ويظهر يسوع أيضًا وهو يشفي صبيًا ممسوسًا بشيطان، ويقيم لعازر من بين الأموات ويشفي الأطفال الصغار. إن بعض الفكاهة تنبع من سؤال إحدى الفتيات له عما إذا كان بوسعه أن يشفي ساقيه المكسورتين، وعندما قال نعم، أعطته دمية بلا ساقين. ابتسم يسوع وأصلح الدمية. ونُبئ بصلب المسيح عندما تجول يسوع، بعد أن ساعد أسرة فقيرة، في ورشة نجارة الأب، وباعتباره ابن نجار، ساعد لفترة وجيزة في نحت قطعة من الخشب. وعندما أزيلت ورقة تغطي الشيء، تبين أنه صليب يشرف على يسوع.
دخل يسوع ورسله أورشليم، حيث حرض يهوذا الناس وحشدهم لإعلان يسوع ملكًا لليهود. ومع ذلك، تخلى يسوع عن كل ادعاءات كونه ملكًا أرضيًا. كما غضب قيافا رئيس الكهنة على يهوذا لأنه قاد الناس إلى رجل يراه نبيًا كاذبًا. وفي الوقت نفسه، طرد يسوع الشيطان، الذي عرض عليه مملكة أرضية، وحمى امرأة ضبطت في الزنا. وكشفت الكلمات التي رسمها على الرمال أنها الخطايا التي ارتكبها المتهمون أنفسهم.
يهوذا، يائسًا لإنقاذ نفسه من قيافا، يوافق على تسليم يسوع. ومن الواضح أنه في العشاء الأخير، عندما يوزع يسوع الخبز والخمر قائلاً إنهما جسده ودمه، يرفض يهوذا أن يأكل أو يشرب. وفي النهاية، تواجه مريم ابنها وتطلب منه الفرار من الخطر القادم. يرد يسوع أنه يجب القيام بذلك من أجل خلاص جميع الشعوب.
يذهب يسوع إلى بستان جثسيماني حيث سرعان ما يتم القبض عليه من قبل الجنود الرومان وخيانته من قبل يهوذا. يتم إنقاذ حياة يهوذا، ولكن عندما يرى أن يسوع سيُقتل نتيجة لذلك، يصاب بالرعب. يأخذ يهوذا الحبل الذي استخدمه الرومان لربط معصمي يسوع ويهرب. يتعرض يسوع للضرب ثم يقدمه بيلاطس البنطي للحشد. تتوسل مريم من أجل حياة ابنها وتتحدث مريم المجدلية نيابة عنه ولكن قيافا يرشي الحشد ليصرخوا ضد يسوع.
يُؤخذ يسوع إلى مكان صلبه، رغم أنه يتوقف على طريق الآلام لشفاء مجموعة من المشوهين في أحد الأزقة، على الرغم من حالته الضعيفة. يُصلب يسوع ويوجه أعداؤه إليه الإهانات. (حتى أن إحدى النساء تأكل الفشار وتبتسم بسرور لصلب يسوع). ولكن عندما يموت يسوع، يحدث زلزال عظيم. تبتلع الشجرة التي شنق عليها يهوذا نفسه، بالحبل المستخدم لربط معصمي يسوع، وسط انفجارات من نار الجحيم. تتحول السماء إلى اللون الأسود، وتضربها الصواعق، وتهب الرياح، ويركض الناس الذين سخروا من يسوع في رعب، ويتمزق الحجاب الذي يغطي قدس الأقداس في هيكل القدس إلى نصفين.
تنتهي الاضطرابات عندما تنظر مريم إلى السماء وتطلب من الله أن يغفر للعالم موت ابنهما. تنتهي الفوضى وتشرق الشمس. يُنزل يسوع عن الصليب ويُدفن. في اليوم الثالث، يقوم من بين الأموات كما وعد. وللتأكيد على أهمية القيامة، تم تصوير هذا المشهد من فيلم بالأبيض والأسود بالألوان. يذهب يسوع إلى الرسل ويطلب منهم نشر رسالته للعالم. ويقول لهم "أنا معكم دائمًا" بينما يتحول المشهد إلى مدينة حديثة لإظهار أن يسوع لا يزال يراقب أتباعه.
العديد من العناوين الفرعية للفيلم عبارة عن اقتباسات (أو عبارات مقتبسة) من الكتاب المقدس، وغالبًا ما تكون مصحوبة بفصل وآية.

## الطاقم
- هنري بايرون وارنر بدور يسوع
- دوروثي كامينغ بدور مريم، والدة يسوع
- إرنست تورنس بدور بطرس
- جوزيف شيلدكراوت بدور يهوذا الإسخريوطي
- جيمس نيل بدور يعقوب الكبير
- جوزيف سترايكر بدور يوحنا الرسول
- روبرت إديسون بدور متى الرسول
- سيدني دالبروك بدور توماس المشكك
- ديفيد إمبودن بدور أندرو - صياد
- تشارلز بيلشر بدور فيليب الرسول
- كلايتون باكارد بدور برثلماوس الرسول
- روبرت إلسورث بدور سمعان الغيور
- تشارلز ريكوا بدور يعقوب الصغير
- جون ت. برنس بدور تداوس
- جاكلين لوغان بدور مريم المجدلية
- رودولف شيلدكراوت بدور قيافا - رئيس كهنة إسرائيل
- سام دي غراس بدور الفريسي
- كاسون فيرغسون بدور الكاتب
- فيكتور فاركوني بدور بيلاطس البنطي
- ماجيل كولمان بدور بروكولا - زوجة بيلاطس
- مونتاغو لوف بدور قائد المئة الروماني
- ويليام بويد بدور سمعان القيرواني
- ميكي مور بدور مرقس
- ثيودور كوسلوف بدور مالخس - قائد حرس رئيس الكهنة
- جورج سيجمان بدور باراباس
- جوليا فاي بدور مارثا
- جوزفين نورمان بدور مريم من بيت عنيا
- كينيث طومسون بدور لعازر
- آلان بروكس بدور الشيطان
- فيولا لوي بدور المرأة الزانية
- موريل ماكورماك بدور الفتاة العمياء
- كلارنس بيرتون بدور ديسماس - اللص التائب
- جيم ماسون بدور جيستاس - اللص غير التائب
- ماي روبسون بدور والدة جيستاس
- دوت فارلي بدور خادمة قيافا
- هيكتور ف. سارنو بدور النجار الجليلي
- ليون هولمز بدور الصبي الأحمق
- أوتو ليدرير بدور إيبر - الفريسي
- براينت واشبورن بدور الشاب الروماني
- ليونيل بيلمور بدور النبيل الروماني
- مونتي كولينز بدور ريتش يهودا
- لوسيو فلاما بدور شجاع الجليل
- سوجين كامياما بدور أمير بلاد فارس
- أندريه تشيرون بدور التاجر الثري
- ويلي كاستيلو بدور النبيل البابلي
- نوبل جونسون بدور سائق العربة
- جيم فارلي بدور الجلاد
- جيمس دايم بدور جندي روماني